# Județul Sălaj
Județul Sălaj (în maghiară Szilágy megye, în slovacă Siladská župa sau Šalajská župa, în germană Kreis Waldland) este un județ în regiunile Crișana și Transilvania (respectiv Partium), subregiunile Țara Silvaniei și Țara Călatei, în nord-vestul României. A fost înființat în anul 1968 prin reorganizarea teritorială a fostelor regiuni Maramureș, Crișana și Cluj (din raioanele Cehu Silvaniei, Șimleu Silvaniei și Zalău). Cea mai mare parte a teritoriului județului de azi a făcut parte mai devreme din Județul Sălaj (interbelic), respectiv din Comitatul Sălaj (antebelic). Reședința și centrul cultural, educațional și economic a județului este municipiul Zalău.

## Etimologie
Cea mai amplă analiză asupra originii numelui județului Sălaj a fost realizată de Gheorghe Chende-Roman, în lucrarea sa „Toponimie. Din onomastica Țării Silvaniei”. Referindu-se la numele de Sălaj, dar și la cel de Zalău, care, în opinia autorului, puteau avea origine comună, având și același radical (zil- sau sil-), Gheorghe Chende-Roman apreciază că o primă origine a acestui radical și, prin urmare, a numelui, ar proveni din cuvântul zilai, „vin roșu, negru”, din limba dacă. A doua variantă, este proveniența din termenul latin silva (pădure), iar a treia este legat de numele maghiar Szilágy care s-ar traduce „pârâul ulmului”, compus din szil „ulm” și ágy „albia râului”.

## Localizare

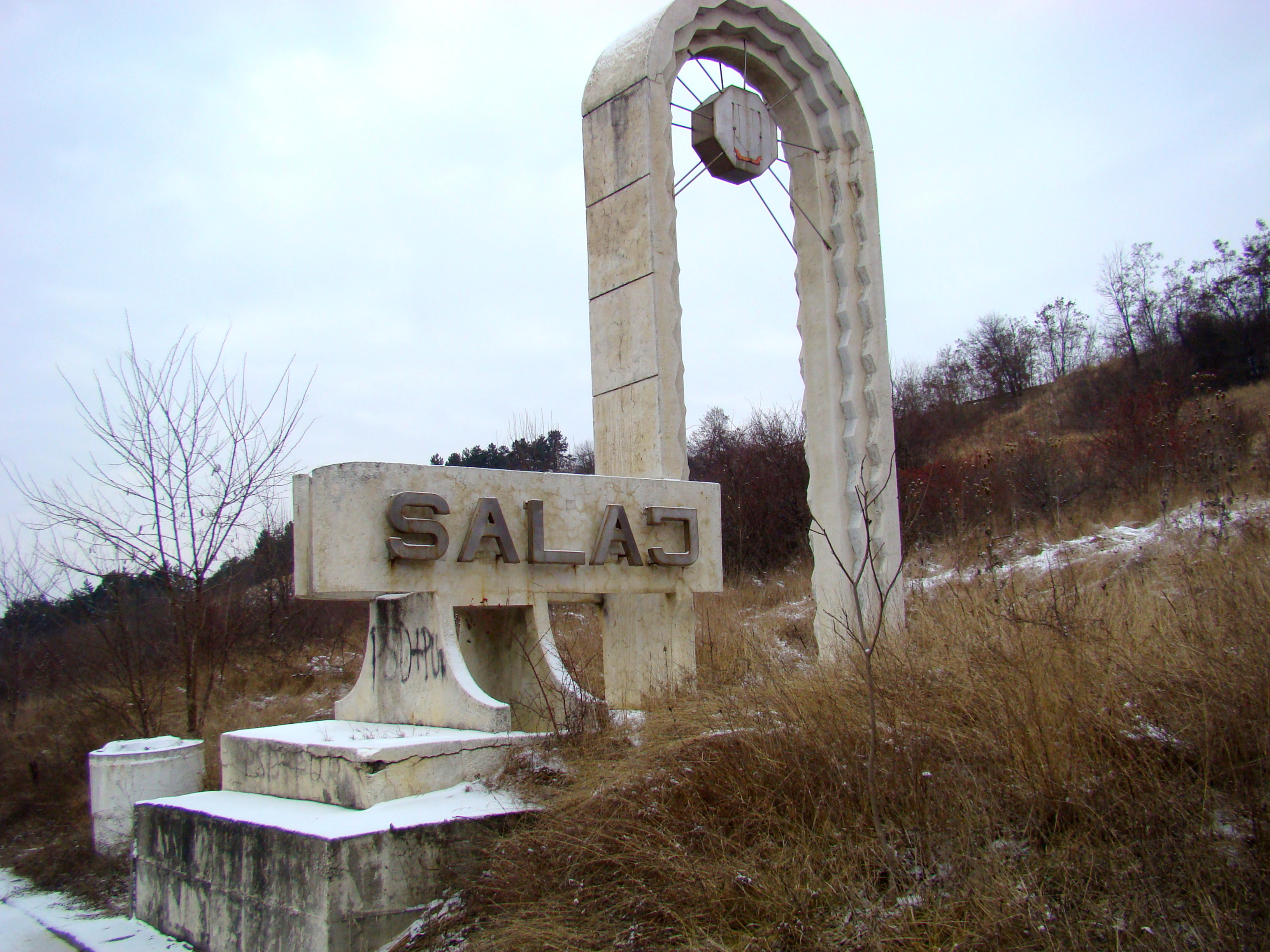
Intrarea în județul Sălaj

Situându-se în nord-vestul României, la trecerea dintre Carpații Occidentali și Munții Apuseni, județul Sălaj este cunoscut din vremuri străvechi ca Țara Silvaniei, adică Țara Pădurilor, având o suprafață de 3.864,4 km², reprezentând 1,6% din teritoriul României și având ca vecini la nord județele Satu Mare și Maramureș, la vest și sud-vest județul Bihor și la sud-est județul Cluj.

## Geografie
Județul Sălaj este așezat în partea de nord-vest a României și se suprapune pe cea mai mare parte a zonei de legătură dintre Carpații Orientali și Munții Apuseni, cunoscută sub denumirea de Platforma Someșană.

### Relief
Din punct de vedere geografic, județul Sălaj este o zonă de dealuri și depresiuni situate pe cursul văilor Almașului, Agrijului, Someșului, Crasnei si Barcăului. Zona montană este reprezentată în partea de sud-vest prin două ramificații nordice ale Munților Apuseni: culmile Meseșului cu Vârful Măgura Priei (996 m) și Plopișului cu Vârful Măgura Mare (918 m). Depresiunile au o largă răspândire pe teritoriul județului și reprezintă importante zone agricole de concentrare a așezărilor.

### Hidrografie
Principala caracteristică a rețelei hidrografice a Sălajului este relativa uniformitate a repartiției râurilor pe întregul teritoriu, cu o foarte slabă prezență a rețelei lacustre naturale, dar cu apariția din ce în ce mai des a lacurilor artificiale. Râurile Someș, Crasna, Barcău, Almaș, Agrij si Sălaj reprezintă principalele ape curgătoare din județ. De asemenea, pe raza județului se află și lacul de acumulare Vârșolț de pe cursul râului Crasna. Apele acoperă 57,8 km², reprezentând 1,5% din suprafața totală a județului.

### Climă
După expoziția lui, județul Sălaj se află sub directa influență a maselor de aer din vest, încadrându-se în sectorul cu climă continentală moderată. Circulația maselor de aer de înălțime, precum și relieful, prin aspectul și altitudinea lui, creează diferențieri climatice, pe de o parte între vestul și estul județului, iar pe de altă parte, între principalele unități geomorfologice. Temperaturile medii anuale sunt cuprinse între 8 și 9°C în cea mai mare parte a județului, excepție făcând culmile mai înalte ale munților Meseș și Plopiș, precum și zona dealurilor înalte Șimișna–Gârbou, unde temperaturile medii anuale sunt cuprinse între 6 și 8°C. Cea mai ridicată valoare medie a temperaturii se înregistrează în luna iulie de obicei. Precipitațiile atmosferice medii anuale prezintă valori cuprinse între 600 și 800 mm, valori mai mari înregistrându-se în munții Meseș și Plopiș, iar mai mici în Depresiunea Almaș–Agrij și pe valea Someșului.

### Arii protejate
Pe teritoriul județului există un număr de 21 arii protejate de interes național (15 rezervații naturale însumând o suprafață de 516,73 ha:, o arie de protecție specială avifaunistică și șapte situri de importanță comunitară.
- Balta Cehei, de tip faunistic, cu o suprafață de 18,2 ha;
- Calcarele de Rona (monument al naturii), de tip geologic (0,5 ha);
- Grădina Zmeilor din Gâlgău Almașului, de tip geologic și peisagistic (3 ha);
- Gresiile de pe Stânca Dracului, de la Hida, de tip geologic și peisagistic;
- Lunca cu lalea pestriță – Valea Sălajului, din Cehu Silvaniei (10 ha);
- Mlaștina de la Iaz, rezervație de tip faunistic și floristic (10 ha);
- Pădurea Lapiș din Nușfalău (430,4 ha);
- Pădurea „La castani” din Ileanda (7,8 ha);
- Peștera Măgurici din Răstoci (monument al naturii);
- Pietrele „Moșu și Baba” de la Someș-Guruslău (monument al naturii), de tip geologic și peisagistic (0,2 ha);
- Poiana cu narcise de la Racâș–Hida, rezervație de tip floristic și peisagistic (1,5 ha);
- Rezervația peisagistică Tusa–Barcău (13,43 ha);
- Stanii Clițului, de tip peisagistic (16 ha);
- Stejărișul de baltă Panic, de tip forestier și peisagistic (1,7 ha);
- Stejărișul Panic (2 ha).
- Cursul mijlociu al Someșului, arie de protecție specială avifaunistică (33.259 ha, din care 89% pe teritoriul județului Sălaj și 11% pe teritoriul administrativ al județului vecin, Maramureș)[6]
- Lozna, sit de importanță comunitară (10.249 ha).
- Muntele Șes (34.881 ha, din care 70% pe teritoriul județului Bihor și 30% pe teritoriul județului Sălaj)[7]
- Fânațele de la Bogdana (75,20 ha).
- Peștera Măgurici (96 ha).
- Racâș - Hida (239 ha).
- Someșul între Rona și Țicău (503,40 ha).
- Tusa - Barcău (10 ha).

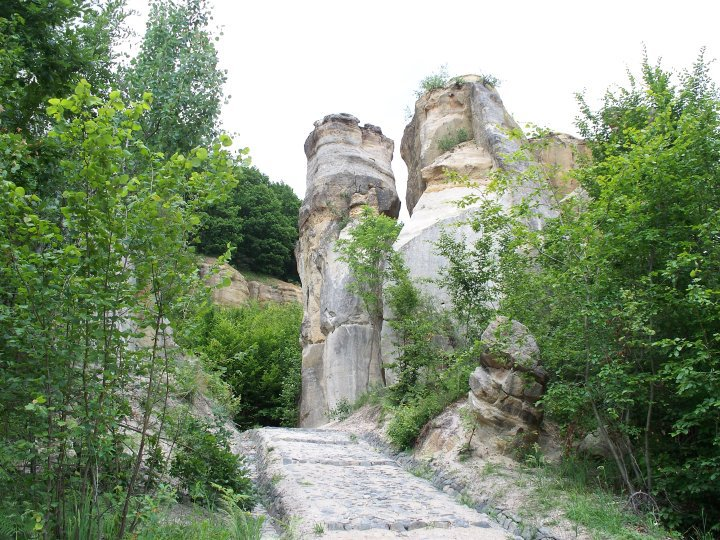
Grădina Zmeilor
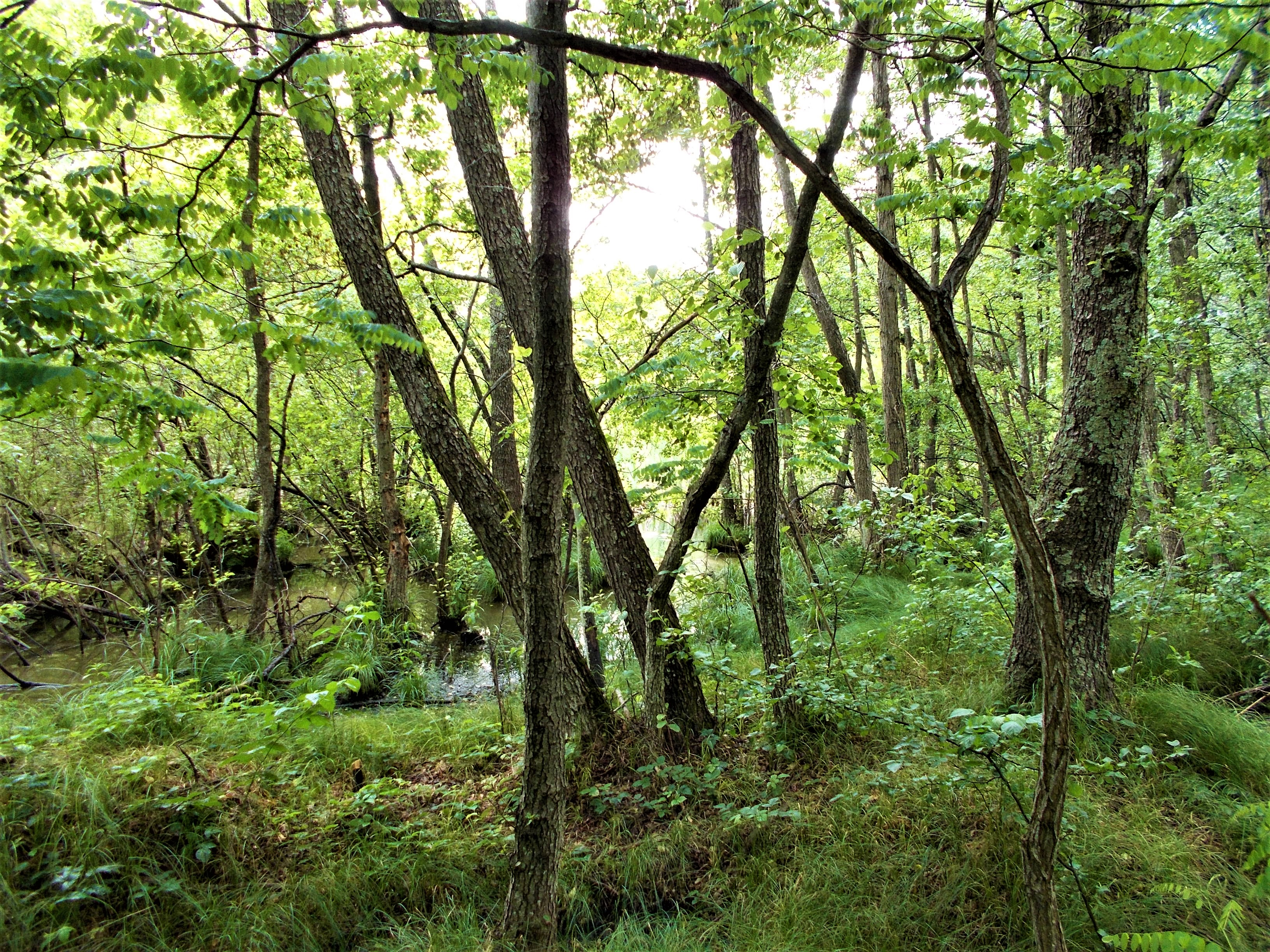
Mlaștina de la Iaz
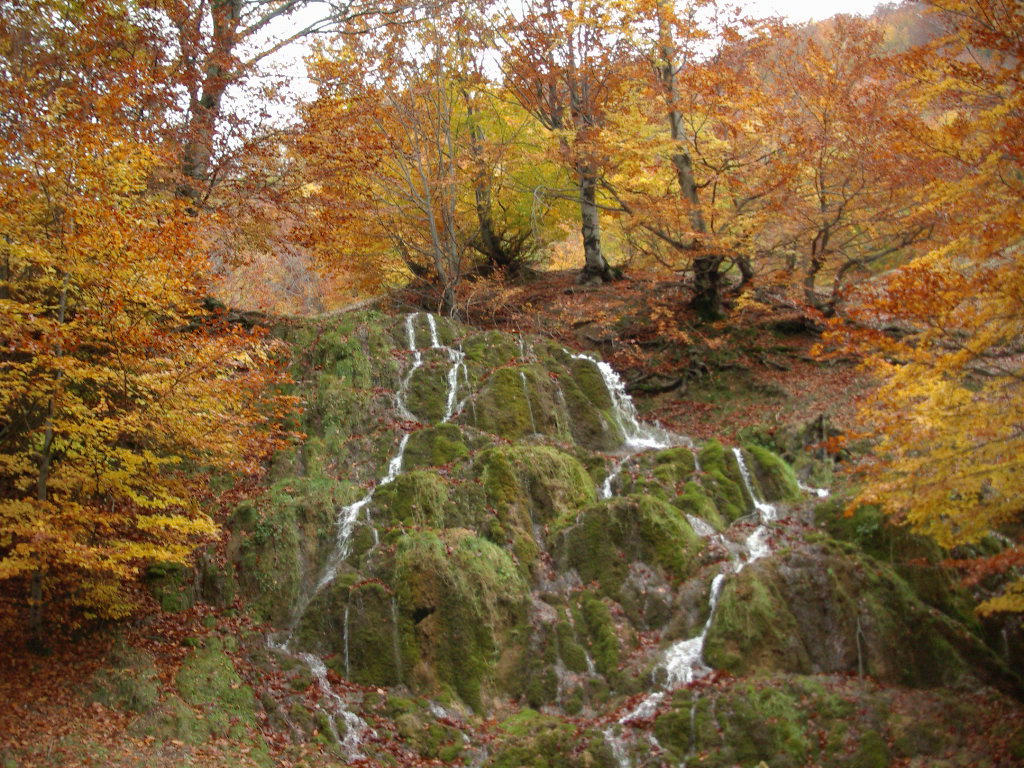
Tusa-Barcău
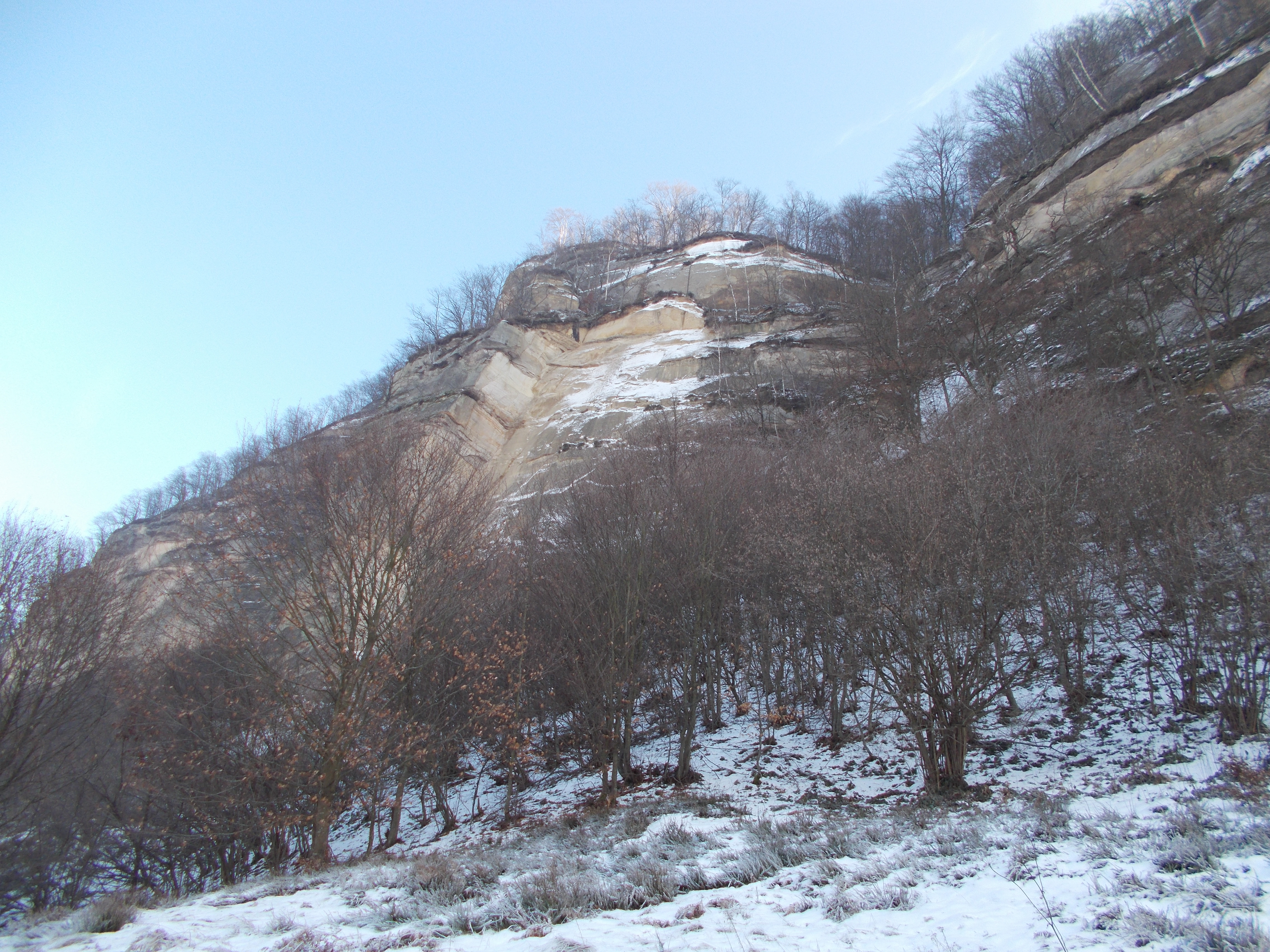
Stanii Clițului
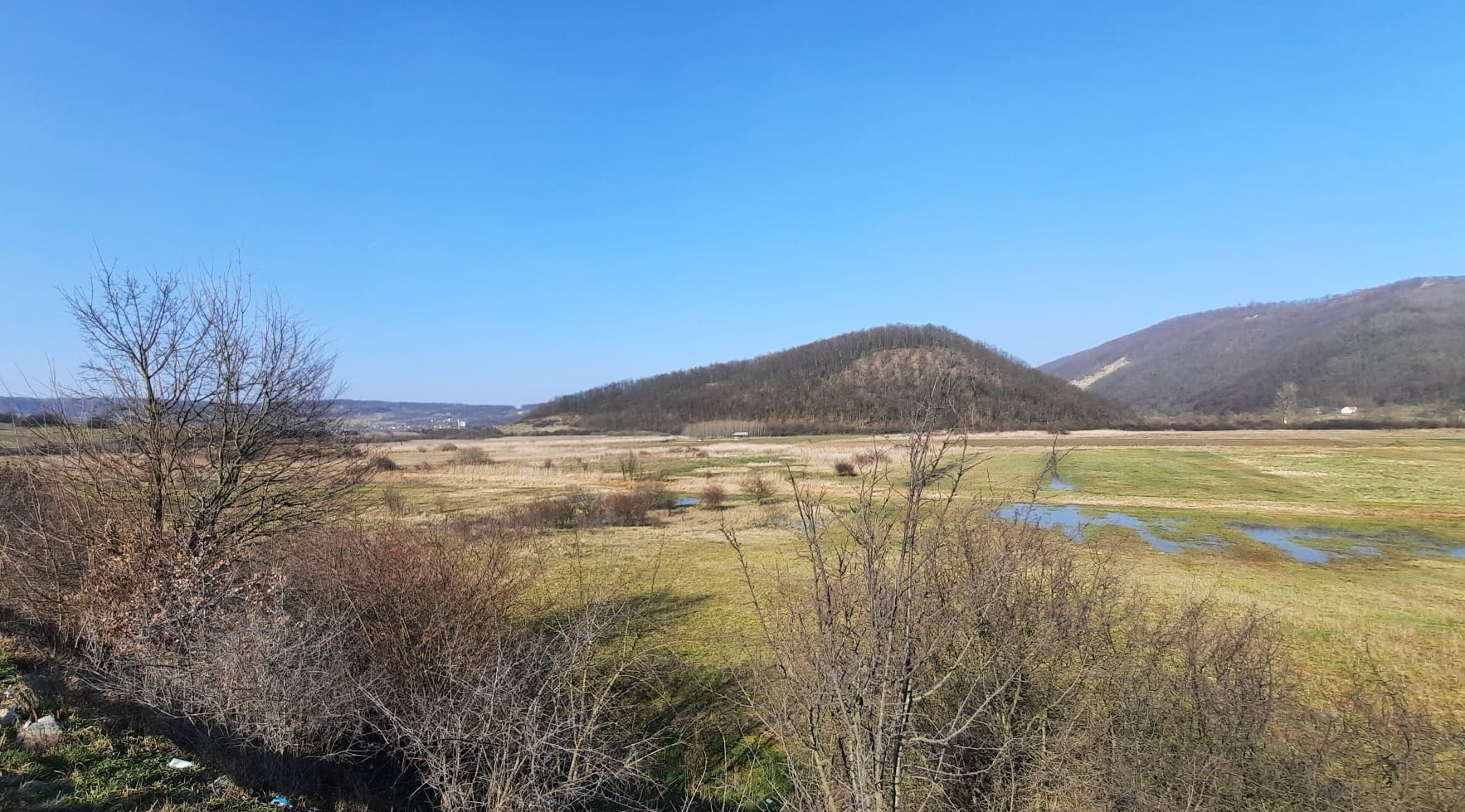
Balta Cehei

### Resurse naturale
Resursele naturale de materii prime sunt localizate în următoarele localități:
- Cristolțel – cărbune brun;
- Ip și Sărmășag – lignit;
- Zimbor – șist cărbunos;
- Treznea – gips;
- Gălășeni și Stana – alabastru;
- Moigrad – diorit;
- Marca – micașist;
- Cuciulat, Glod, Prodănești și Răstoci – calcar;
- Crasna, Cuciulat, Nușfalău și Zalău – argilă;
- Jac și Var – nisip caolinos;
- Jac, Creaca, Surduc și Var – nisip silicios;
- Var – nisip cuarțos;
- Ruginoasa – caolin;
- Mirșid – tuf vulcanic;
- Benesat, Var, Rona, Almașu, Băbeni, Cuciulat, Glod, Gâlgău, Ileanda, Românași, Rus, Someș-Odorhei, Surduc și Tihău – agregate de râu.

De asemenea, județul Sălaj se numără printre județele bogate în factori naturali de cură, dispunând de o mare varietate de ape precum:
- apele termominerale utilizate în scopuri terapeutice, bicarbonatate, cu temperaturi cuprinse între 23–42°C de la Băile Boghiș;
- apele minerale balneoterapeutice, sulfatate și sulfuroase de la Bizușa-Băi, precum și în alte localități: Șimleu Silvaniei, Jibou, Bobota, Meseșenii de Sus și Zalnoc.

## Istorie

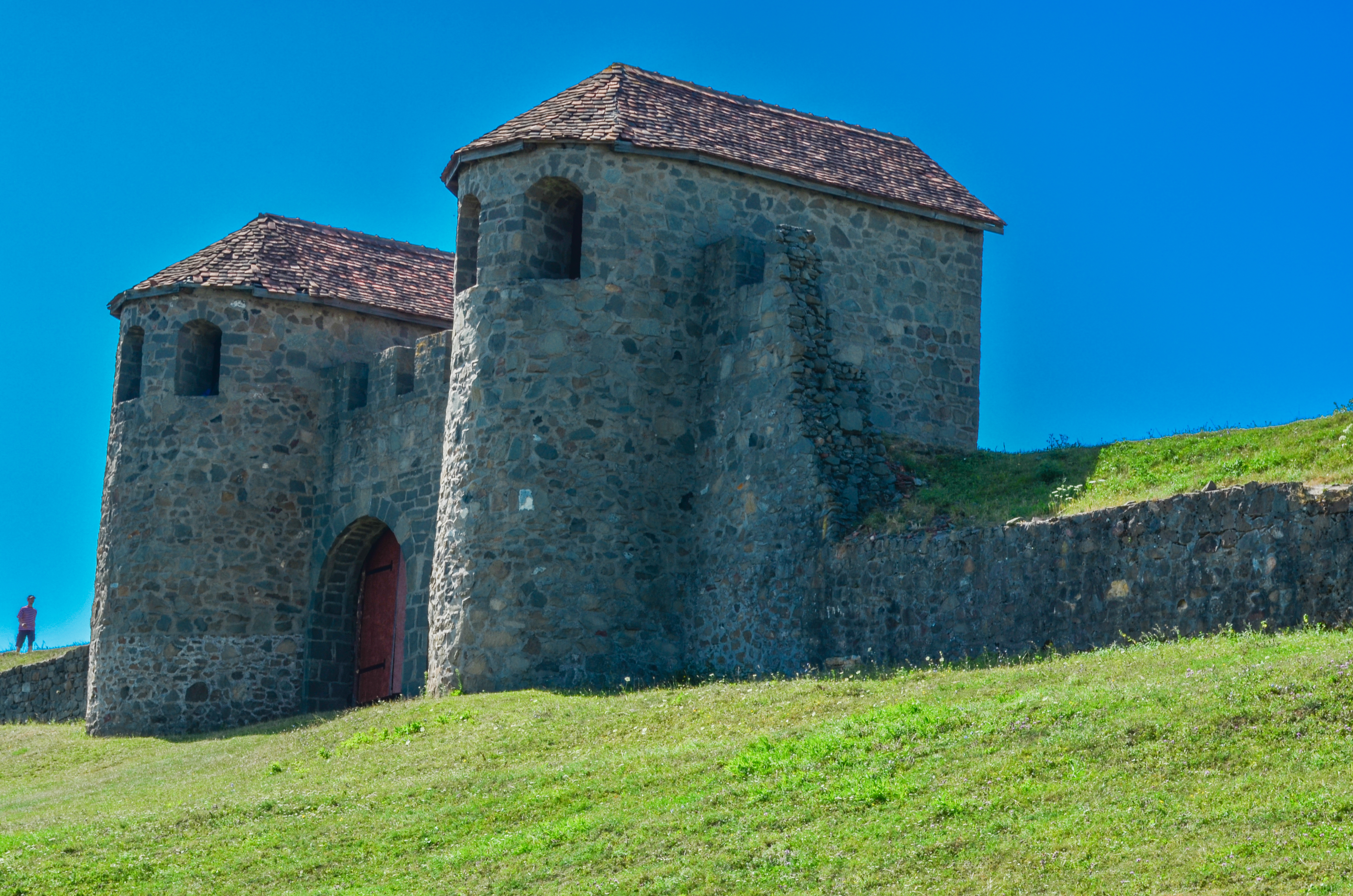
Porta Praetoria, poarta de acces în castrul Porolissum

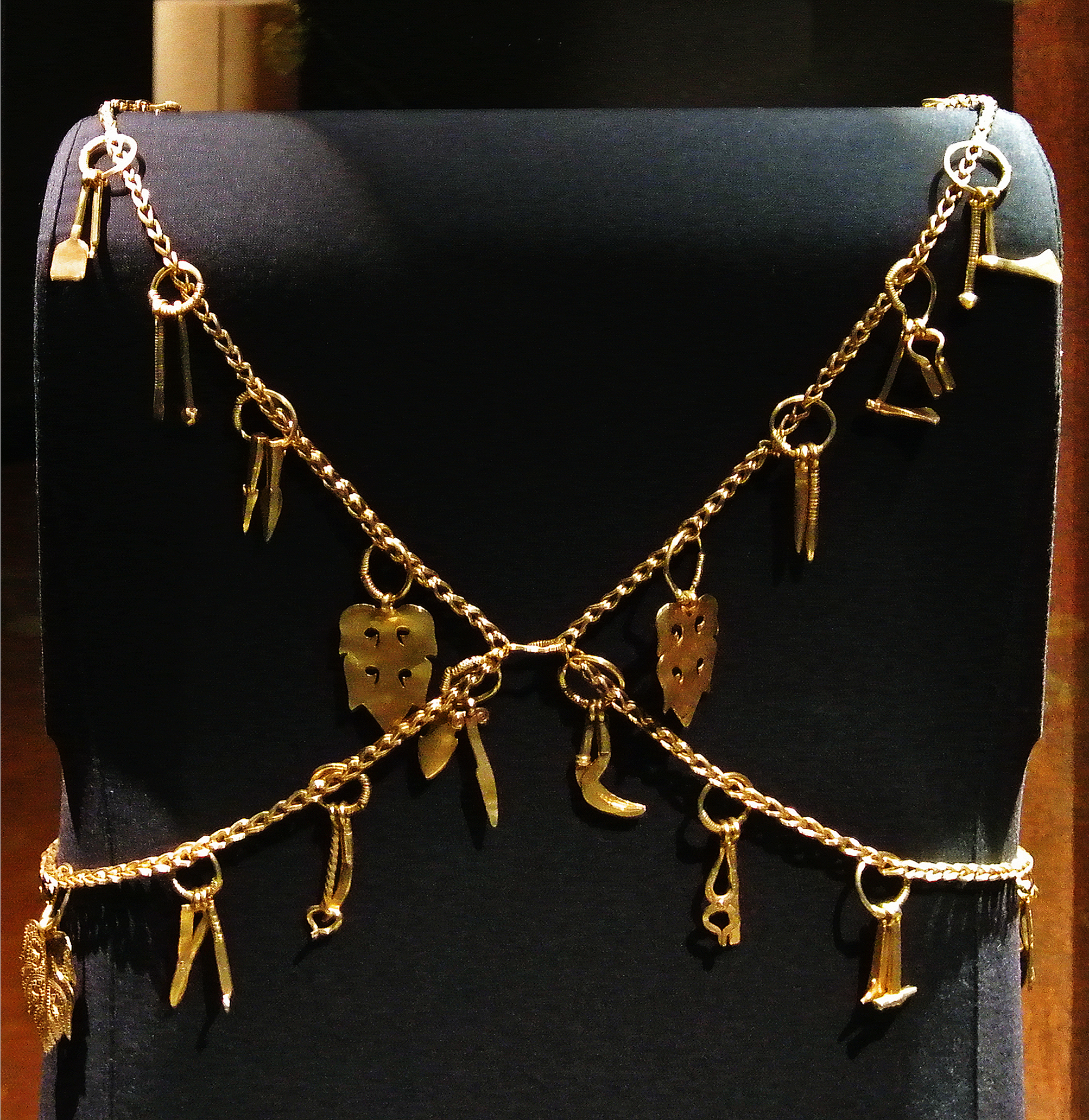
Salbă cu 52 de pandantive din tezaurul de la Șimleu Silvaniei expusă în Muzeul de Istorie a Artei din Viena

Cel mai vechi tezaur de aur masiv din România a fost descoperit în județul Sălaj, la Moigrad. Cântărește 780 g, datează din perioada Neoliticului și întruchipează idoli antropomorfi, simboluri ale fertilității. Vestigiile dacice sunt răspândinte în aproape întregul județ. Tot în județ au fost descoperite 14 tezaure de monede și podoabe dacice din argint, iar prin Sălaj trecea vechea arteră comercială cunoscută sub numele de „Drumul sării”, pe care sarea pleca din interiorul Transilvaniei spre Europa Centrală. În timpul ocupației romane (106–271/275), granița dintre Imperiul Roman și triburile dacilor liberi din Nord trecea prin teritoriul actual al județului Sălaj, de la valea Someșului, peste culmile Munților Meseș (unde au fost identificate peste 50 de turnuri de supraveghere și apărare) până în valea Crișului Repede. Astfel, flancul de Nord-Vest al Imperiului Roman în Dacia era puternic întărit cu numeroase castre în care staționau legiunile romane pentru apărarea graniței, reprezentând adevărate bastioane defensive. În afara vestitului Porolissum (azi Moigrad), unul dintre cele mai importante centre militare și economice în care au staționat, succesiv, un număr mare de trupe romane (Cohors I Britonnum milliaria, unități din Legiunile a XIII-a Gemiona, a VII-a Claudia ș.a.), au mai funcționat și castrele de la Buciumi, Românași (numit Largiana), Sutoru (Optatiana) ș.a. Așezarea urbană Porolissum, dezvoltată în jurul castrului cu același nume, a devenit (în anul 124 d. Hr.) capitala provinciei Dacia Porolissensis, ridicată la rang de municipiu în timpul împăratului Septimius Sever (193–211). De-a lungul drumului imperial care lega municipiul Porolissum de Napoca s-au dezvoltat nenumărate așezări cu funcții multiple. 
După retragerea legiunilor și a administrației romane din Dacia (271/275), populația daco-romană de pe teritoriul actual al județului Sălaj a înfruntat frecventele valuri migratoare ale goților, hunilor, slavilor, ungurilor ș.a. Trecerea goților peste aceste meleaguri este marcată de tezaurele de aur și argint îngropate de aceștia și descoperite (în 1797 și 1889) pe teritoriul orașului Șimleu Silvaniei, iar prezența slavilor este atestată prin vestigiile din necropola tumulară de la Nușfălău (secolele al VIII-lea–al IX-lea).

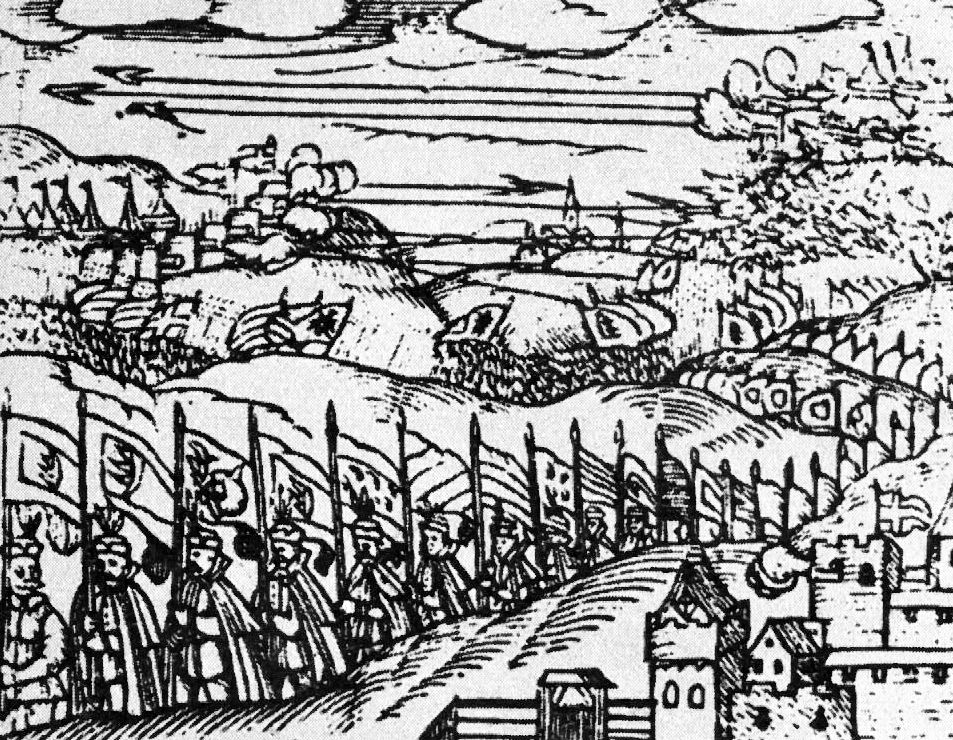
Bătălia de la Guruslău

Atât în cronicile bizantine, precum și în lucrarea Gesta Hungarorum, scrisă în secolul al XII-lea de Anonymus, se găsesc primele mențiuni despre românii (vlahii) din aceste locuri, despre formele lor de organizare (voievodatele lui Gelu, Glad și Menumorut), despre rodnicia pământului, precum și de faptul că armatele regelui ungar, în acțiunea lor de cucerire a acestor pământuri, au întâmpinat o dârză rezistență din partea valahilor și a voievozilor acestora, în special a populației de pe văile Almașului și Căpușului. Cu toată rezistența opusă de localnici, expansiunea regatului feudal maghiar nu a putut fi oprită. În secolele al XIV-lea–al XV-lea, atât țăranii români, cât și cei maghiari (așezați pe aceste locuri odată cu expansiunea regatului ungar) au întreprins mai multe răscoale (1344, 1376), care au culminat cu răscoala de la Bobâlna (1437–1438). După bătălia de la Mohács (1526), Transilvania a intrat ca principat autonom sub suzeranitate turcească. Începutul secolului al XVII-lea este marcat de prezența voievodului Mihai Viteazul pe meleagurile Sălajului, care după victoria de la Guruslău (3 august 1601) asupra oștilor lui Sigismund Báthory trece și prin Zalău în urmărirea armatelor acestuia. De istoria meleagurilor sălăjene este legată și personalitatea lui Horea care, împreună cu o echipă de meșteri din Țara Moților, a construit (1773) biserica din lemn de la Cizer, aflată astăzi în Muzeul Etnografic al Transilvaniei din Cluj.
În anul 1810 episcopul Ioan Bob a înființat Vicariatul Silvaniei, cu un rol însemnat în ridicarea culturală a românilor din ținutul Sălajului.
Efervescența anului revoluționar 1848 a cunoscut o intensitate deosebită prin activitatea cărturarilor sălăjeni Simion Bărnuțiu și Alexandru Papiu-Ilarian, precum și a lui Iacob Deleu din Pericei (căpitan în oastea lui Avram Iancu).
În 1867 principatul Transilvaniei (inclusiv teritoriul actual al județului Sălaj) a fost încorporat forțat la regatul ungar, situația românilor, precum și a celorlalte minorități (sași, slovaci, ruteni ș.a.) înrăutățindu-se constant. Sălăjenii au participat la mișcarea memorandistă din 1892, printre cei 300 de delegați care au plecat la Curtea de la Viena pentru a preda Memorandumul aflându-se peste 45 de reprezentanți ai Sălajului (Gheorghe Pop de Băsești ș.a.). Actul Unirii de la Alba Iulia, de la 1 decembrie 1918, s-a înfăptuit și cu sprijinul celor 44 de delegați cu drept de vot, reprezentând comitatul Sălaj, între care s-a numărat și protopopul Valentin Coposu.

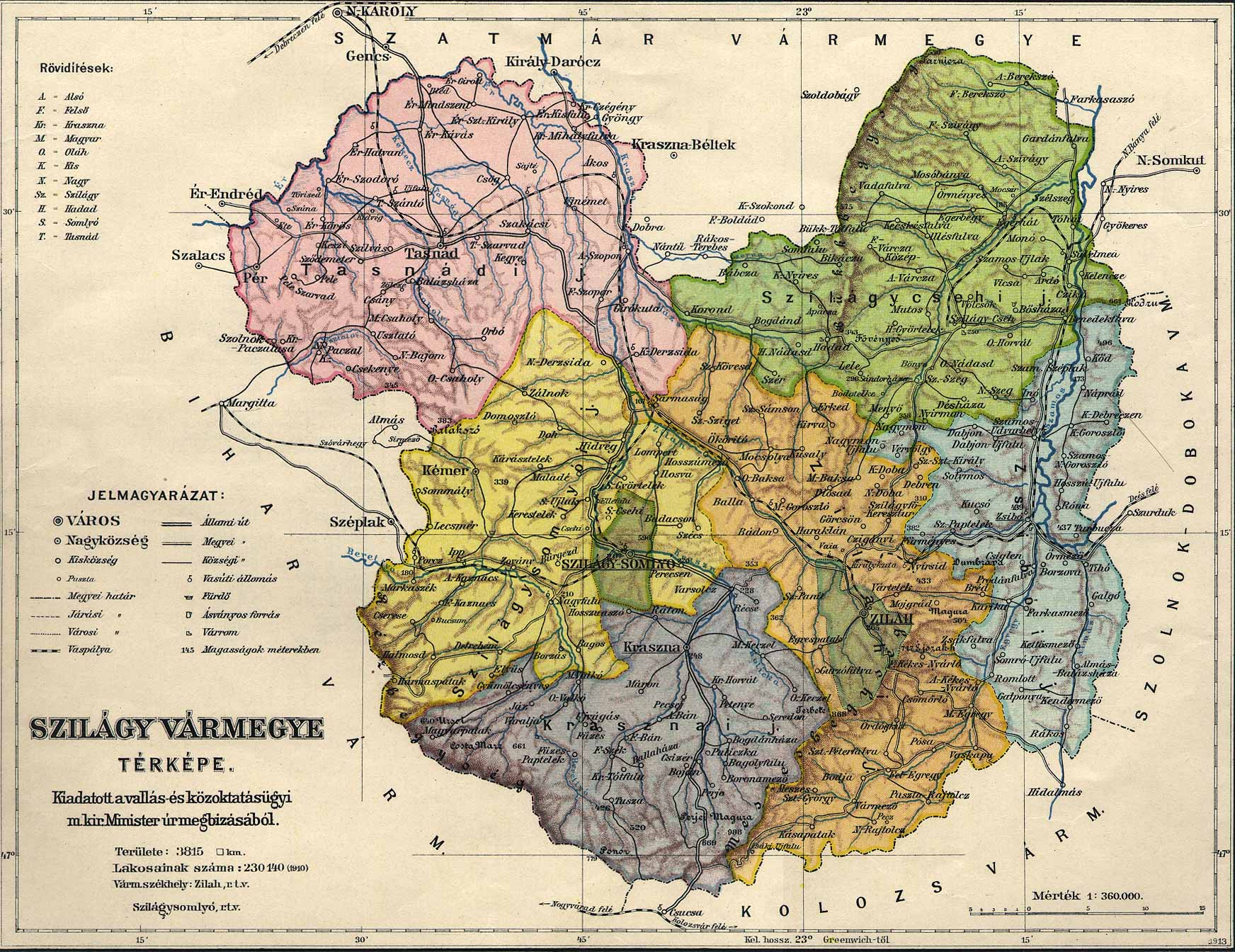
Harta administrativă a județului Sălaj interbelic

După unirea Transilvaniei cu România s-a impus o nouă împărțire administrativă, care după mai multe variante, s-a stabilit ca pe baza vechiului comitat al Sălajului să se înființeze județul Sălaj (interbelic), cu reședința la Zalău, care în 1926 cuprindea trei localități urbane (Careii Mari, Șimleu Silvaniei, Zalău) și 269 de comune grupate în 10 plăși. Sub această formă a evoluat, cu unele modificări până în septembrie 1950, când județul Sălaj a fost desființat și inclus în regiunile Cluj, Baia Mare (ulterior Maramureș)  și Bihor, (ulterior Oradea și respectiv Crișana), ocupând poziții periferice în cadrul acestora. Județul Sălaj a fost reînființat prin Legea nr. 2 din 17 februarie 1968.
În perioada interbelică județul Sălaj a cunoscut o oarecare înflorire economico-socială, pentru ca după Dictatul de la Viena din 30 august 1940, impus României de Germania nazistă și Italia fascistă (prin care România pierdea o suprafață de 43.492 km², inclusiv județul Sălaj, cu o populație de 2,6 milioane de locuitori, în majoritate români), teritoriul sălăjan să cunoască din nou opresiunile ocupației ungare. În perioada 1940–1944 pe teritoriul județului Sălaj minoritatea evreiască a fost persecutată, iar în primăvara-vara 1944 deportată cu miile și nimicită în lagăre de exterminare situate pe teritoriul Poloniei, de asemenea au avut loc numeroase asasinate executate de trupele horthyste asupra populației românești, acestea soldându-se cu 495 de victime, dintre care cele mai multe înregistrate în satele Ip și Treznea. Începând cu 14 octombrie 1944 armatele române au ajuns cu operațiunile militare și pe teritoriul județului Sălaj, eliberându-l treptat de sub ocupația maghiaro-horthystă. În cei 45 de ani care au urmat după eliberare, teritoriul sălăjan a evoluat în coordonatele economico-sociale ale comunismului, timp în care a cunoscut o intensă industrializare, în cadrul unei economii centralizate, planificate.

## Demografie
Potrivit recensământului din 2011, județul Sălaj avea la acea dată 224.384 de locuitori și o densitate de 58,1 loc./km².  Astfel, județul Sălaj ocupă locul 3 la nivel național, fiind unul din județele cu cel mai mic număr de locuitori. În județul Sălaj ponderea principală a populației se regăsește în mediul rural într-o proporție de 58,73%, față de 41,27%, cât reprezintă populația din mediul urban. Dinamica populației pe grupe mari de vârstă în județul Sălaj indică tendința de îmbătrânire demografică, caracterizată prin continua scădere a ponderii populației din grupa 0–14 ani, pe fondul creșterii ponderii populației vârstnice. Din totalul populației (212.224 locuitori), 64,3% sunt etnici români, 19,1% maghiari și 7,8% romi. 

## Economie
Economia județului Sălaj este caracterizată drept o economie industrial-agrară, specializată în industria ușoară, construcții de mașini și echipamente, industrie alimentară și producție de mobilier și dispunând de un sector primar și terțiar în ascensiune. Principalele firme din județul Sălaj, după cifra de afaceri, sunt Tenaris, Michelin, Hanna Instruments, Euro Activ, Trade Avangard și Plural Commerce. Domeniul cu cea mai mare cifră de afaceri din Sălaj este producția de tuburi și țevi.

### Agricultură
Suprafața agricolă, după modul de folosință, la sfârșitul anului 2014 a fost de 238.950 ha, din care: 120.559 ha teren arabil, 74.340 ha pășuni, 36.659 ha fânețe naturale și 7.392 ha vii și livezi. În județul Sălaj, efectivele totale de animale la sfârșitul lunii decembrie 2015 erau de 30.850 capete bovine, 64.985 capete porcine, 375.232 capete ovine și caprine, 806.436 capete păsări și 33.550 familii de albine. Producția agricolă este caracterizată de cultura cerealelor, a cartofilor și legumelor. Producția fructelor plasează merele pe primul loc, urmate de prune, cireșe și vișine, iar pentru producția animală, laptele de vacă și bivoliță se plasează pe primul loc, urmată de producția de lână și miere.

### Turism
Piața turismului la nivel județean este asemănătoare cu cea de la nivel regional, axându-se pe două tipuri de turism: balnear și cultural. Cea mai mare parte a turiștilor provin din Ungaria, precum și din țările UE (Franța, Germania, Țările de Jos etc.). Se remarcă numărul foarte redus de turiști atât români, dar mai ales străini care au intrat în județ, datorită infrastructurii de acces la obiectivele turistice sau culturale, dar și slabei promovări a potențialului natural turistic al zonei. În 2017, județul dispunea de 10 hoteluri și moteluri, 52 de vile turistice și bungalouri, 17 pensiuni turistice și 35 de pensiuni agroturistice. Tot în 2017, 41,8 mii de turiști au sosit în unitățile de cazare turistică din județ.

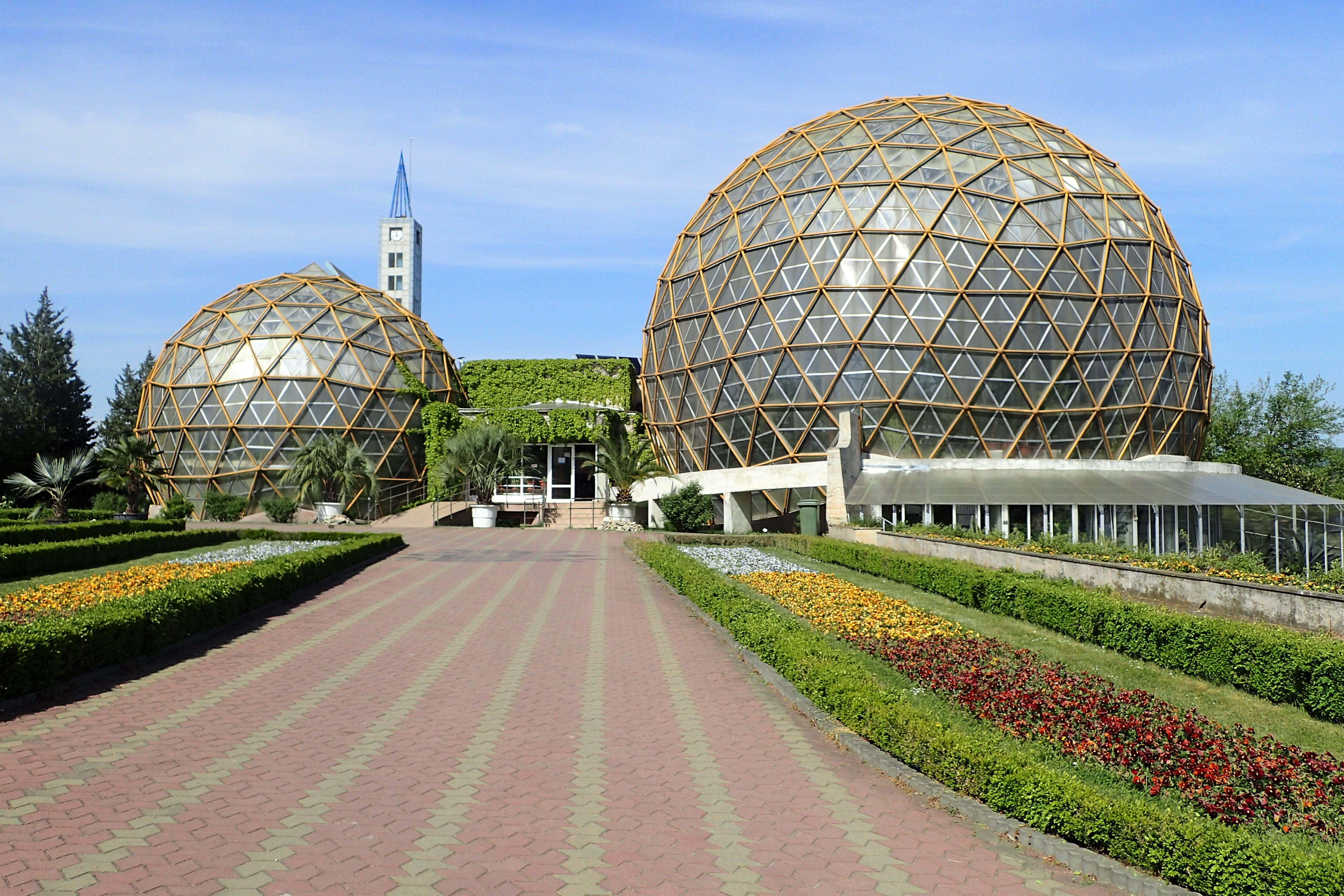
Grădina Botanică „Vasile Fati” din Jibou

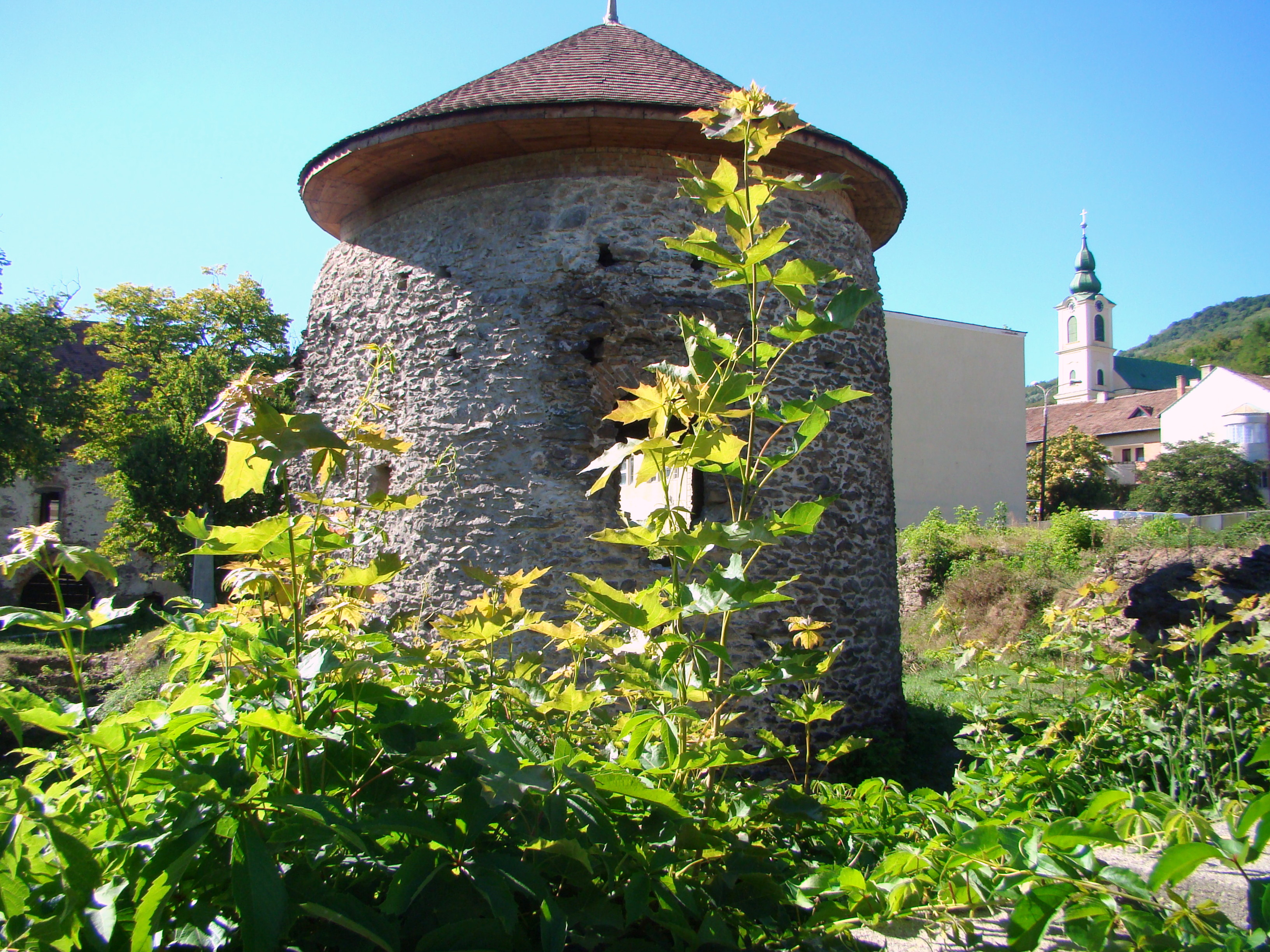
Bastion al Cetății Báthory din Șimleu Silvaniei

Pe teritoriul județului Sălaj se află 15 edificii nobiliare, nouă castele și șase conace. Dintre acestea, cel mai important este Castelul Wesselényi din Jibou. Construit în stil baroc, castelul este inclus în prezent în complexul Grădinii Botanice „Vasile Fati”. După numărul de vizitatori, Grădina Botanică „Vasile Fati” este obiectivul turistic cel mai vizitat din Sălaj. Aici funcționează și un Centru de Cercetări Biologice. Tot în județul Sălaj pot fi vizitate Cetatea Almașului, construită între anii 1247–1278, Cetatea Thököly din Cehu Silvaniei, Cetatea Valcău, construită pe Dealul Plai din satul Sub Cetate, Cetatea Aurită (maghiară: Aranyos vár) din Cheile Țicăului și Cetatea Báthory din Șimleu Silvaniei.
Complexul Arheologic Porolissum este unul dintre cele mai bine păstrate situri arheologice din România. Este un uriaș muzeu în aer liber, unic în Transilvania de Nord. Este extrem de bine conservat, îndeosebi Porta Praetoria și Amfiteatrul Roman. În ultimii ani, obiectivul este intens promovat de către Muzeul Județean de Istorie și Artă Zalău și de către Consiliul Județean Sălaj prin evenimente culturale ca Porolissum Music Fest, Porolissum Fest sau Festivalul Roman. Alte castre romane existente pe teritoriul județului Sălaj sunt cele de la Buciumi, Romita (Certinae), Tihău, Sutoru (Optatiana) și Românași (Largiana).
Cu peste 221.000 de exponate, Muzeul Județean de Istorie și Artă din Zalău este cel mai mare și cel mai important muzeu din județ. În subordinea muzeului se află Secția de Istorie „Vasile Lucăcel” și Galeria de Artă „Ioan Sima”. De asemenea, în județ există o serie de colecții etnografice grupate în mici muzee ale satului. Notabile sunt Muzeul de Artă Populară „Ligia Alexandra Bodea” din Iaz și Muzeul Etnografic din satul Cizer, cel mai mare muzeu în aer liber din Sălaj.

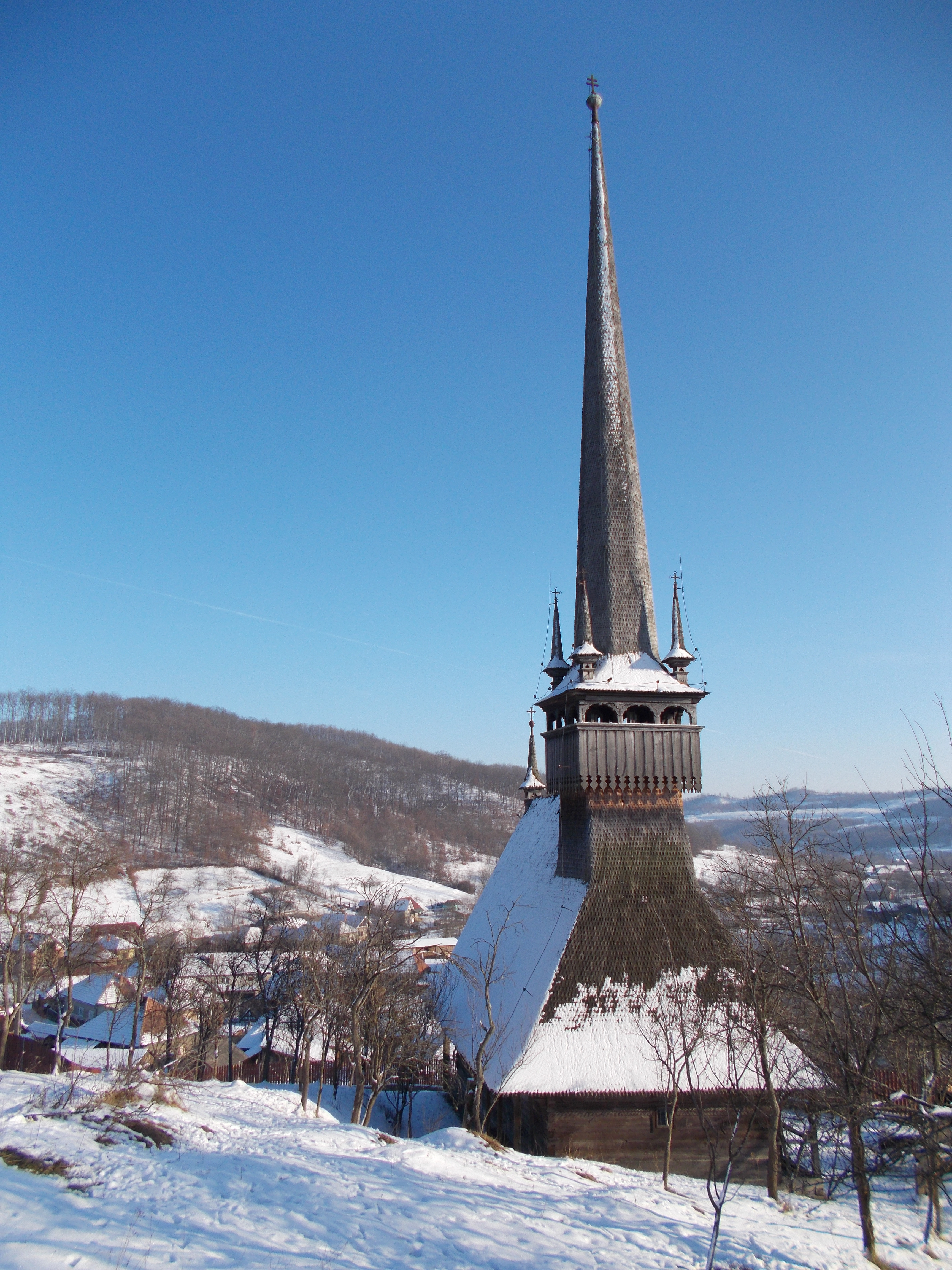
Biserica de lemn din Fildu de Sus

Turismul religios monahal începe să prindă contur și în județul Sălaj. În perioada postdecembristă s-au constituit un număr de patru comunități monahale, cea mai avansată în construcții fiind cea de la Bic (Șimleu Silvaniei). În Sălaj se mai păstrează 92 de biserici de lemn, dintre care 68 au statutul de monument istoric în județ, iar nouă sunt monumente salvate și păstrate în alte părți. Șapte dintre acestea (Ciumărna, Românași, Sânmihaiu Almașului, Fildu de Sus, Baica, Racâș și Bârsa) au fost incluse în proiectul „Circuitul bisericilor de lemn din Transilvania de Nord”. Vechimea lor se întinde de la mijlocul secolului al XVI-lea până spre sfârșitul secolului al XIX-lea, cele mai multe fiind ridicate în secolul al XVIII-lea. Pentru această regiune, bisericile de lemn constituie unul dintre cele mai distincte elemente de identitate, Sălajul asumându-și astăzi numele de „județul bisericilor de lemn”.
Județul Sălaj dispune de două stațiuni balneoclimaterice de interes local, Bizușa-Băi (permanentă) și Boghiș (sezonieră). De asemenea, băile curative de la Jibou, înființate în anii 1960 și reabilitate în 2004, sunt cunoscute pentru efectele terapeutice ale apelor sulfuroase, sulfatate și clorurate în tratarea afecțiunilor hepato-biliare, gastro-intestinale și reumatismale.
Ecoturismul este practicat în rezervațiile naturale din județ. Grădina Zmeilor este o arie protejată (de interes geologic, floristic, faunistic și peisagistic) întinsă pe 3 ha, situată la marginea satului Gâlgău Almașului. Ea este reprezentată de gresii desprinse din dealul Închieturi, cu o înălțime maximă de 376 m. În Munții Plopiș, în aria administrativă a satului Tusa, se află rezervațiile Tusa–Barcău și Izvoarele Barcăului. Principalele atracții sunt cele două izbucuri – Izbucul Mare și Izbucul Mic –, ce reprezintă două dintre izvoarele râului Barcău. Peștera cu picturi rupestre de la Cuciulat și peștera cu trei specii de lilieci de la Măgurici sunt cele mai cunoscute peșteri din Sălaj, ambele fiind însă închise accesului publicului larg, pentru a proteja pictura, respectiv speciile rare de lilieci.

## Politică
Județul Sălaj este administrat de un consiliu județean format din 30 consilieri. În urma alegerilor locale din 2024, consiliul este prezidat de Dinu Iancu-Sălăjanu de la PNL, iar componența politică a Consiliului este următoarea:
|  | Partid                                 | Consilieri | Componența Consiliului | Componența Consiliului | Componența Consiliului | Componența Consiliului | Componența Consiliului | Componența Consiliului | Componența Consiliului | Componența Consiliului | Componența Consiliului | Componența Consiliului | Componența Consiliului |
|  | -------------------------------------- | ---------- | ---------------------- | ---------------------- | ---------------------- | ---------------------- | ---------------------- | ---------------------- | ---------------------- | ---------------------- | ---------------------- | ---------------------- | ---------------------- |
|  | Partidul Național Liberal              | 11         |                        |                        |                        |                        |                        |                        |                        |                        |                        |                        |                        |
|  | Partidul Social Democrat               | 9          |                        |                        |                        |                        |                        |                        |                        |                        |                        |                        |                        |
|  | Uniunea Democrată Maghiară din România | 8          |                        |                        |                        |                        |                        |                        |                        |                        |                        |                        |                        |
|  | Alianța pentru UNirea Românilor        | 2          |                        |                        |                        |                        |                        |                        |                        |                        |                        |                        |                        |

## Diviziuni administrative
Județul este format din 61 unități administrativ-teritoriale: 1 municipiu, 3 orașe și 57 de comune.
Lista de mai jos conține unitățile administrativ-teritoriale din județul Sălaj.
| Stemă              | Nume                | Tip de localitate            | Populație          | Imagine            |
| Municipii și orașe | Municipii și orașe  | Municipii și orașe           | Municipii și orașe | Municipii și orașe |
| ------------------ | ------------------- | ---------------------------- | ------------------ | ------------------ |
|                    | Zalău               | municipiu reședință de județ | 56.202             |                    |
|                    | Cehu Silvaniei      | oraș                         | 7.214              |                    |
|                    | Jibou               | oraș                         | 10.407             |                    |
|                    | Șimleu Silvaniei    | oraș                         | 14.436             |                    |
| Comune             |                     |                              |                    |                    |
|                    | Agrij               | comună                       | 1.370              |                    |
|                    | Almașu              | comună                       | 2.237              |                    |
|                    | Benesat             | comună                       | 1.536              |                    |
|                    | Bobota              | comună                       | 3.766              |                    |
|                    | Bocșa               | comună                       | 3.206              |                    |
|                    | Boghiș              | comună                       | 1.858              |                    |
|                    | Buciumi             | comună                       | 2.586              |                    |
|                    | Băbeni              | comună                       | 1.742              |                    |
|                    | Bălan               | comună                       | 3.722              |                    |
|                    | Bănișor             | comună                       | 2.022              |                    |
|                    | Camăr               | comună                       | 1.741              |                    |
|                    | Carastelec          | comună                       | 1.089              |                    |
|                    | Chieșd              | comună                       | 2.420              |                    |
|                    | Cizer               | comună                       | 2.196              |                    |
|                    | Coșeiu              | comună                       | 1.198              |                    |
|                    | Crasna              | comună                       | 6.485              |                    |
|                    | Creaca              | comună                       | 2.803              |                    |
|                    | Cristolț            | comună                       | 1.235              |                    |
|                    | Crișeni             | comună                       | 2.641              |                    |
|                    | Cuzăplac            | comună                       | 1.864              |                    |
|                    | Dobrin              | comună                       | 1.660              |                    |
|                    | Dragu               | comună                       | 1.427              |                    |
|                    | Fildu de Jos        | comună                       | 1.441              |                    |
|                    | Gâlgău              | comună                       | 2.456              |                    |
|                    | Gârbou              | comună                       | 2.044              |                    |
|                    | Halmășd             | comună                       | 2.393              |                    |
|                    | Hereclean           | comună                       | 3.575              |                    |
|                    | Hida                | comună                       | 2.787              |                    |
|                    | Horoatu Crasnei     | comună                       | 2.485              |                    |
|                    | Ileanda             | comună                       | 2.256              |                    |
|                    | Ip                  | comună                       | 3.648              |                    |
|                    | Letca               | comună                       | 1.846              |                    |
|                    | Lozna               | comună                       | 1.072              |                    |
|                    | Marca               | comună                       | 2.542              |                    |
|                    | Meseșenii de Jos    | comună                       | 3.117              |                    |
|                    | Mirșid              | comună                       | 2.159              |                    |
|                    | Măeriște            | comună                       | 3.081              |                    |
|                    | Nușfalău            | comună                       | 3.600              |                    |
|                    | Năpradea            | comună                       | 2.652              |                    |
|                    | Pericei             | comună                       | 3.768              |                    |
|                    | Plopiș              | comună                       | 2.405              |                    |
|                    | Poiana Blenchii     | comună                       | 1.221              |                    |
|                    | Românași            | comună                       | 2.894              |                    |
|                    | Rus                 | comună                       | 1.071              |                    |
|                    | Someș-Odorhei       | comună                       | 2.671              |                    |
|                    | Surduc              | comună                       | 3.461              |                    |
|                    | Sâg                 | comună                       | 3.276              |                    |
|                    | Sânmihaiu Almașului | comună                       | 1.617              |                    |
|                    | Sălățig             | comună                       | 2.913              |                    |
|                    | Sărmășag            | comună                       | 6.092              |                    |
|                    | Treznea             | comună                       | 947                |                    |
|                    | Valcău de Jos       | comună                       | 2.851              |                    |
|                    | Vârșolț             | comună                       | 2.209              |                    |
|                    | Zalha               | comună                       | 864                |                    |
|                    | Zimbor              | comună                       | 1.081              |                    |
|                    | Șamșud              | comună                       | 1.723              |                    |
|                    | Șimișna             | comună                       | 1.103              |                    |

## Personalități născute în județul Sălaj

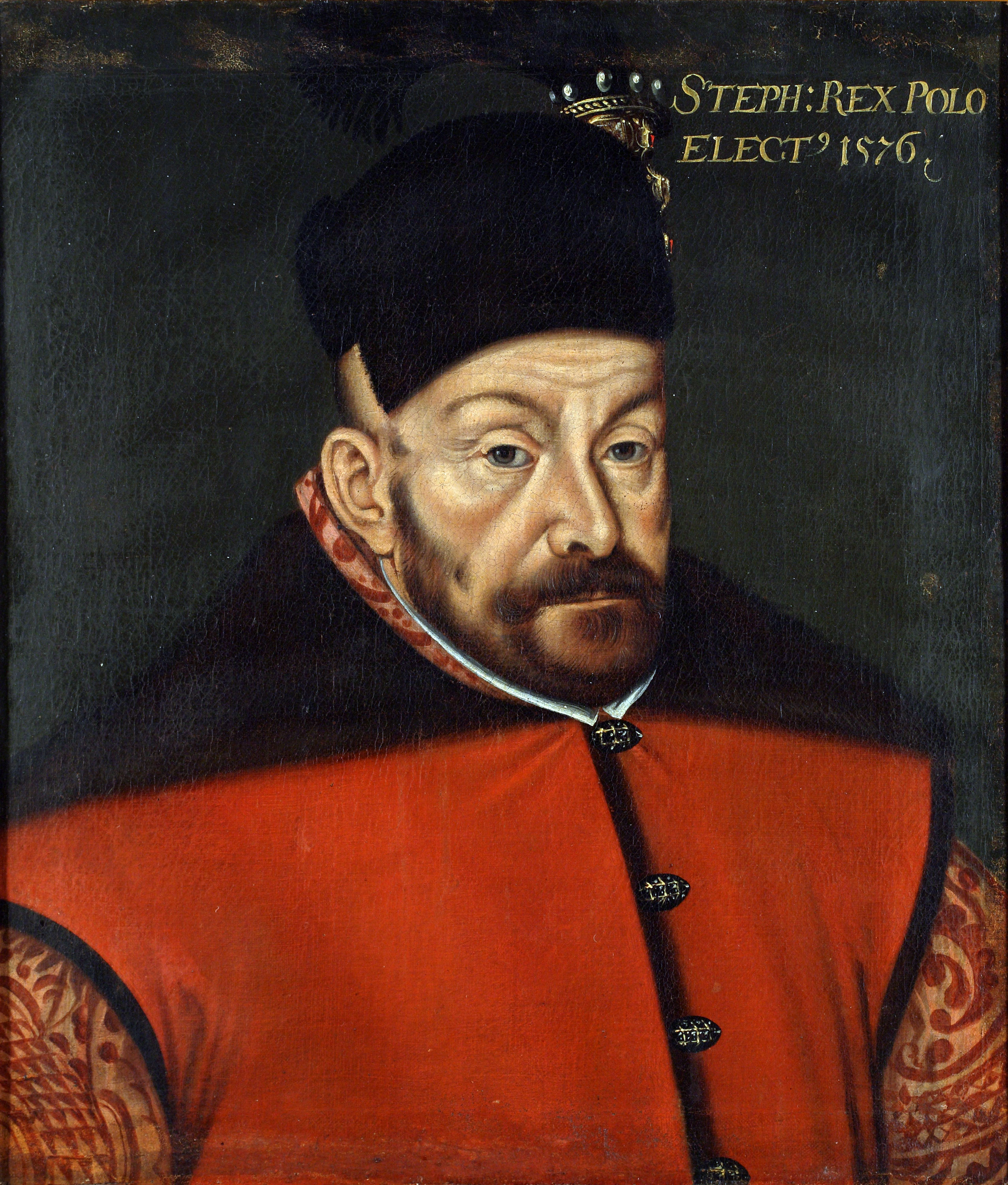
Ștefan Báthory
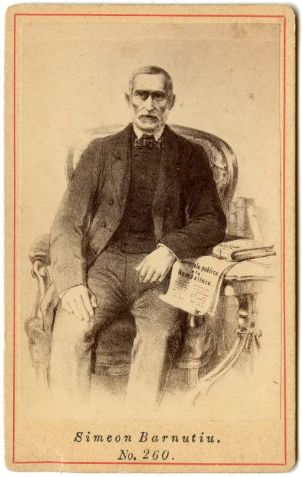
Simion Bărnuțiu
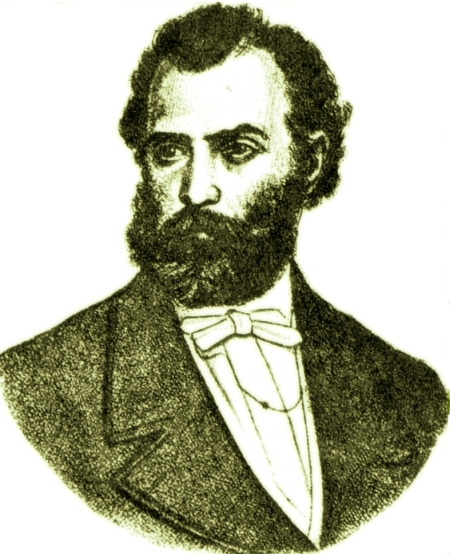
Alexandru Papiu-Ilarian
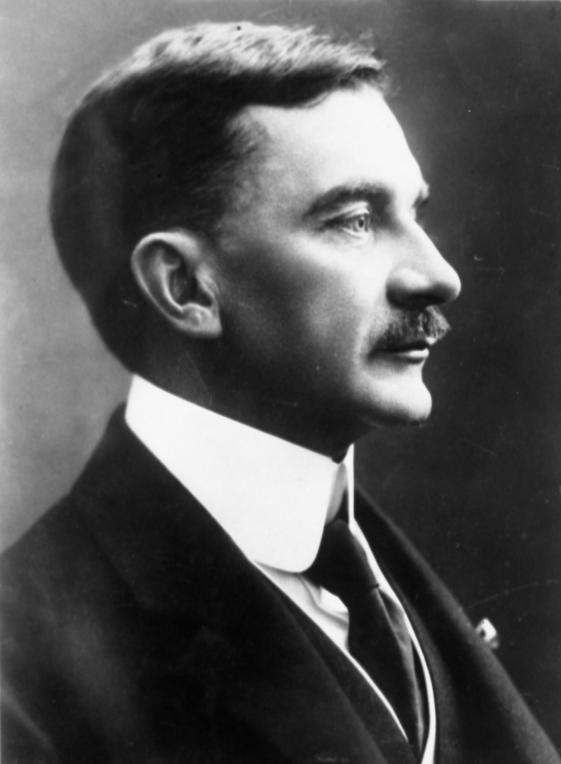
Iuliu Maniu
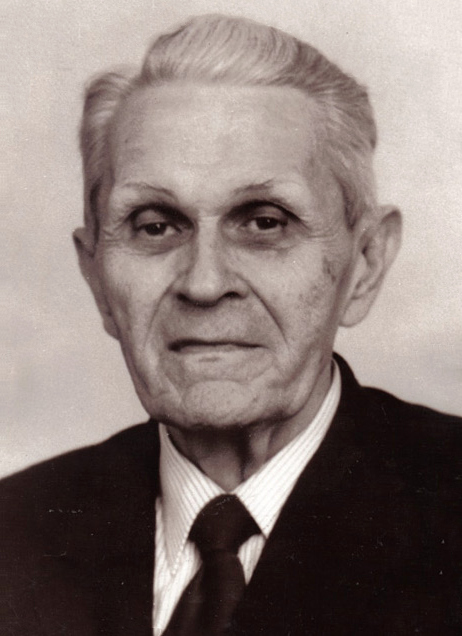
Corneliu Coposu
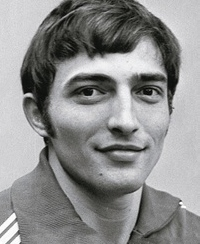
Ștefan Birtalan
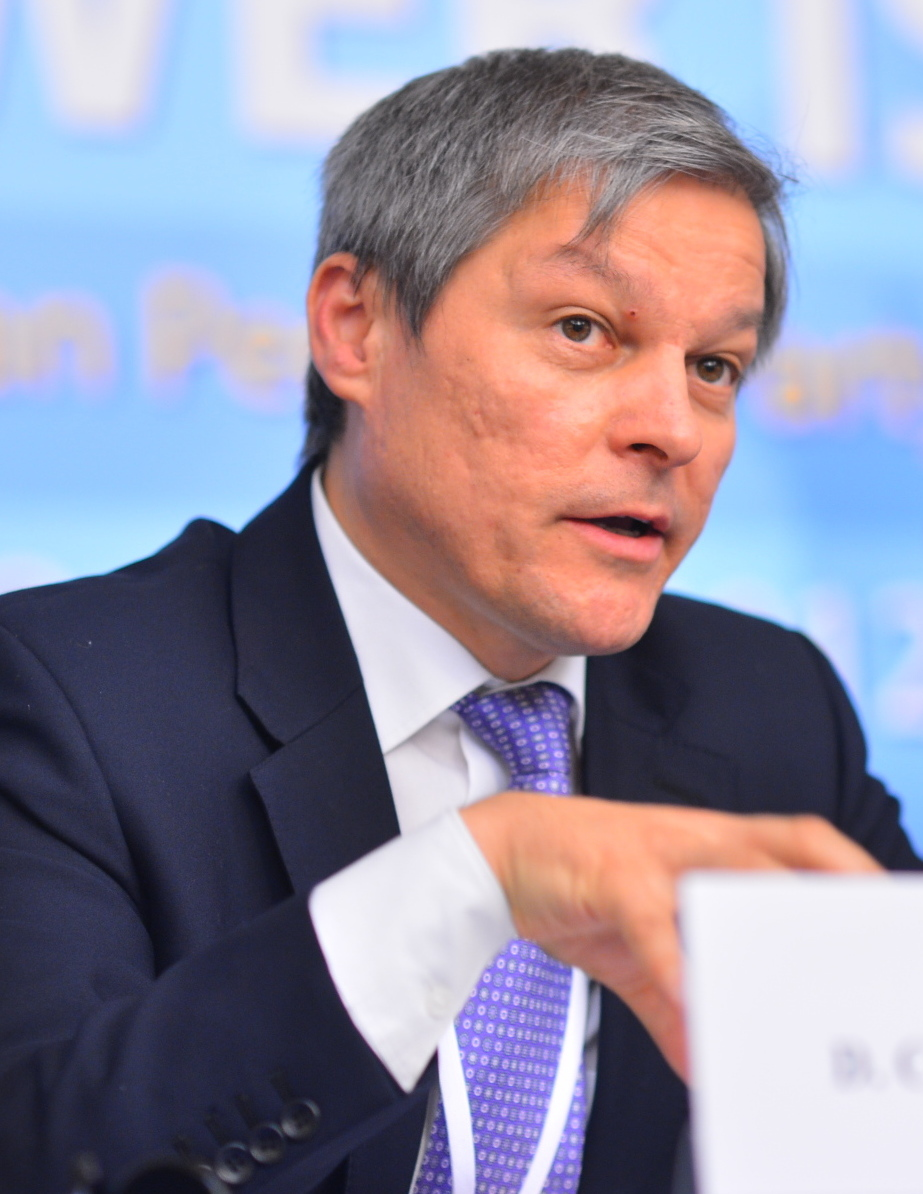
Dacian Cioloș

- Cristofor Báthory (n. 1530, Șimleu Silvaniei–d. 1581, Alba Iulia), voievod al Transilvaniei (1576–1581)
- Ștefan Báthory (n. 1533, Șimleu Silvaniei–d. 1586, Grodno), principe al Transilvaniei (1571–1586) și rege al Poloniei (1576–1586)
- Miklós Wesselényi (n. 1796, Jibou–d. 1850, Pesta), lider al Camerei superioare a Dietei și membru onorific al Academiei Ungare de Științe
- Simion Bărnuțiu (n. 1808, Bocșa–d. 1864, Sânmihaiu Almașului), om politic, istoric, filozof și profesor universitar, unul din principalii organizatori ai revoluției de la 1848
- Alexandru Papiu-Ilarian (n. 1827, Bezded–d. 1877, Sibiu), jurist, istoric, lingvist și ministru al Justiției, unul din principalii organizatori ai revoluției de la 1848
- Ioan Sălăgean (1867 - 1938), deputat în Marea Adunare Națională de la Alba Iulia 1918
- Iuliu Maniu (n. 1873, Bădăcin–d. 1953, Sighetu Marmației), prim-ministru al României și membru onorific al Academiei Române
- Miklós Nyiszli (n. 1901, Șimleu Silvaniei–d. 1956, Oradea), medic și autor, memorialist, supraviețuitor evreu al Holocaustului
- Joe Pasternak (n. 1901, Șimleu Silvaniei–d. 1991, Beverly Hills), producător de film american
- Corneliu Coposu (n. 1914, Bobota–d. 1995, București), politician, liderul opoziției din România postcomunistă
- Ioan Pușcaș (n. 1932, Treznea–d. 2015, Șimleu Silvaniei), gastroenterolog
- Eva Mozes Kor (n. 1934, Porț), supraviețuitoare evreică a Holocaustului, activista pentru cunoașterea ororilor Holocaustului
- Ștefan Birtalan (n. 1948, Zalău), handbalist
- Florian Pop (n. 1952, Zalău), matematician și profesor de matematică la Universitatea din Pennsylvania
- Vasile Pușcaș (n. 1952, Surduc), profesor, diplomat, europarlamentar și deputat în Parlamentul României (2000–2008), negociator-șef al aderării României la UE
- Dacian Cioloș (n. 1969, Zalău), comisar european pentru Agricultură și Dezvoltare Rurală (2010–2014) și prim-ministru al României (2015–2017)
- Eduard Hellvig (n. 1974, Zalău), director al Serviciului Român de Informații (2015–prezent)
- Cosmin Seleși (n. 1977, Zalău), actor și vedetă de televiziune
- Liviu Antal (n. 1989, Șimleu Silvaniei), fotbalist
- Ileana Domuța Mastan (n. 1947, Pericei), Cântăreață
- Marcel Opriș (n. 1958, Chieșd) fost director al Serviciului de Telecomunicații Speciale (2005-2017)

## Transporturi

### Transport rutier
Rețeaua de drumuri din județul Sălaj avea, la nivelul anului 2014, o lungime totală de 1.791 km. Județul Sălaj cuprinde 13,9% din totalul rețelei rutiere existente la nivelul regiunii Nord-Vest. Din total, drumurile naționale reprezintă 286 km.

### Transport feroviar
Liniile de cale ferată care traversează județul Sălaj totalizau, la sfârșitul anului 2017, 183 km. Dintre acestea, niciuna nu este electrificată.

## Variante vechi ale stemei județului

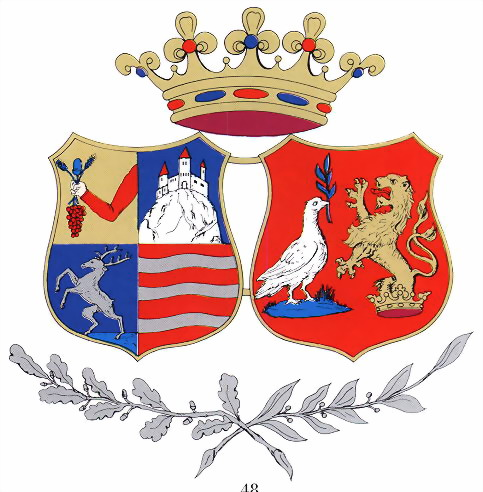
Steama Comitatului Sălaj (în maghiară Szilágy vármegye).
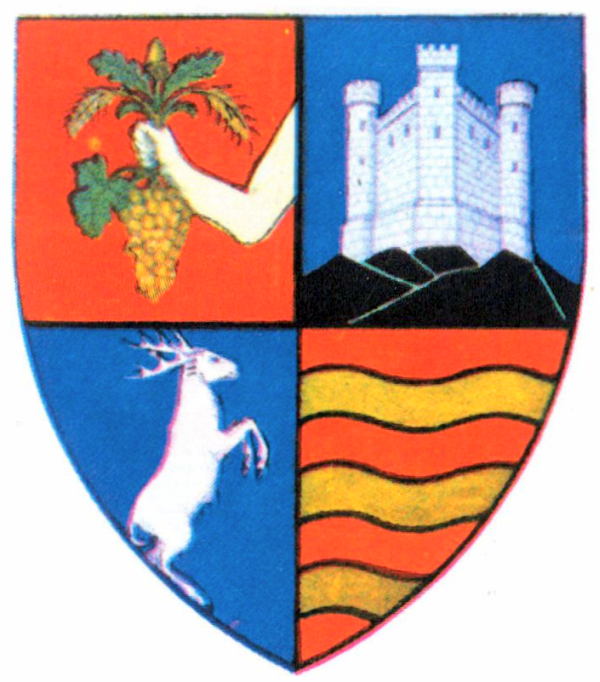
Stema județului Sălaj din perioada interbelică.
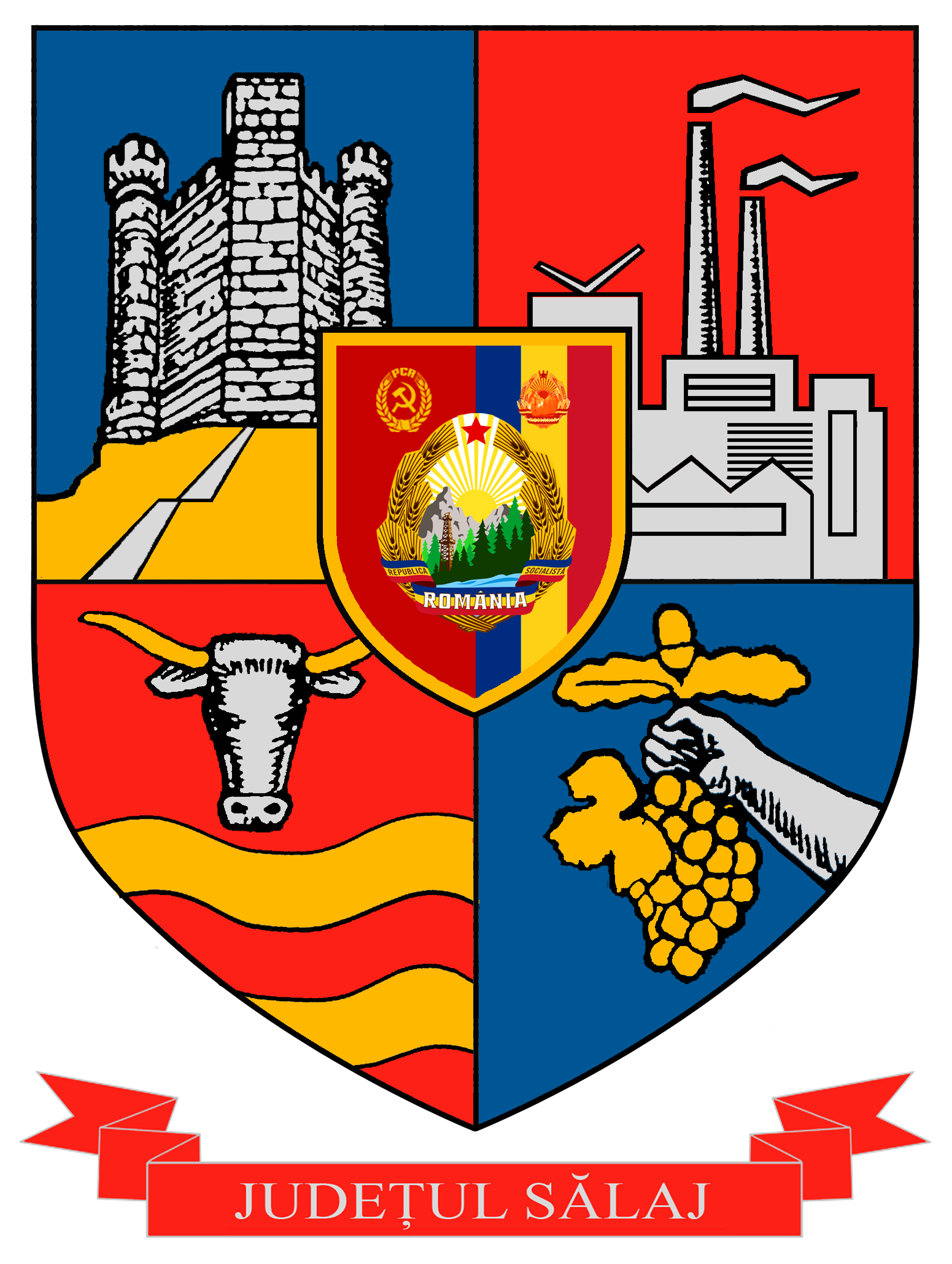
Stema județului din perioada comunistă.